# Río Leque
El río Leque es un corto río boliviano perteneciente a la cuenca del río Amazonas, parte de la cuenca alta del río Beni. Tiene una longitud de 37 kilómetros y tras unirse al río Colquiri, da lugar al río Ayopaya. Con su fuente, el sistema Leque—Tallija alcanza los 61  km (24+37).

## Hidrografía
El río Leque es la continuación del río Tallija, que toma este nombre al recibir a uno de sus afluentes, el río Sayarani (17°23′35″S 61°15′49″O / -17.39306, -61.26361). Desde ese punto el río discurre en dirección norte hasta encontrarse con uno de sus afluentes, el río Colquiri (17°17′54″S 66°52′39″O / -17.29833, -66.87750), donde pasa a denominarse río Ayopaya